# Daniel DeShazer

Daniel Nkrumah DeShazer (ur. 1992) – amerykański zapaśnik walczący w stylu wolnym. Pierwszy w Pucharze Świata w 2022 roku.
Zawodnik Wichita Heights High School, a także University of Oklahoma i University of Nebraska at Kearney. Cztery razy All-American (2013-2016) w NCAA Division II; pierwszy w 2013 i 2015; drugi w 2014 i trzeci w 2016 roku.